# Эврар де Бар
Эврар де Бар (фр. Évrard des Barres; 1113 Мо, Сена и Марна — 1174, Клерво) — великий магистр ордена тамплиеров в 1147—1151 годах.

## Биография
Наставник тамплиеров во Франции с 1143 года, был одним из самых высокопоставленных лиц ордена. После смерти Робера де Краона в 1147 году занял его должность. После избрания сопровождал Луи VII во втором крестовом походе.
По словам хрониста Одона Дейльского, Эврар был чрезвычайно благочестив и доблестен. Он оказал сильное влияние на Луи. После неудачного военного похода на Дамаск в 1148 году, Луи вернулся во Францию. Затем Эврар, который был ответственным за королевскую казну. Тамплиеры Эврара остались позади и помогли защитить Иерусалим от турецкого набега в 1149 году.
В 1151 году Эврар официально отрёкся от поста великого магистра и стал монахом в Клерво, несмотря на протесты тамплиеров. Его сменил Бернар де Трамле, который фактически руководил орденом с отъезда Эврара в 1149 году.